# Disostosi cleidocranica
La disostosi cleidocranica o displasia cleidocranica è una malattia ereditaria congenita causata da mutazioni del gene CBFA1 (o RUNX2) localizzato sul braccio corto del cromosoma 6.
È solitamente caratterizzata da una trasmissione autosomica dominante, ma in certi casi la causa non riesce a essere identificata.

## Clinica
La disostosi cleidocranica colpisce l'apparato scheletrico in modo generalizzato, ma è chiamata così per le deformità della clavicola e del cranio che sono spesso riscontrate nei pazienti affetti.
Tratti caratteristici della malattia sono:
- Mancanza totale o parziale della clavicola. Nel caso sia assente o ridotta a semplice vestigia può causare una riduzione della mobilità delle spalle oltre a dare la capacità di farle toccare tra loro di fronte al torace.
- Una mancata o ritardata chiusura delle fontanelle bregmatica e lambdoidea.
- Scarso sviluppo di ossa e articolazioni, che rispecchia una bassa statura.
- Fronte sporgente e ipertelorismo.
- Mancato sviluppo della dentatura permanente e/o sviluppo di denti sovrannumerari.

## Cultura di massa
Un decisivo aiuto alla sensibilizzazione sulle problematiche della disostosi cleidocranica è stata data dall'attore Gaten Matarazzo: il giovane attore (celebre per il suo ruolo di Dustin nella serie di Netflix Stranger Things) ha infatti parlato apertamente della sua malattia, contribuendo anche tramite la vendita di magliette il cui ricavato sarà devoluto alla ricerca scientifica.